# 헨리 버그먼

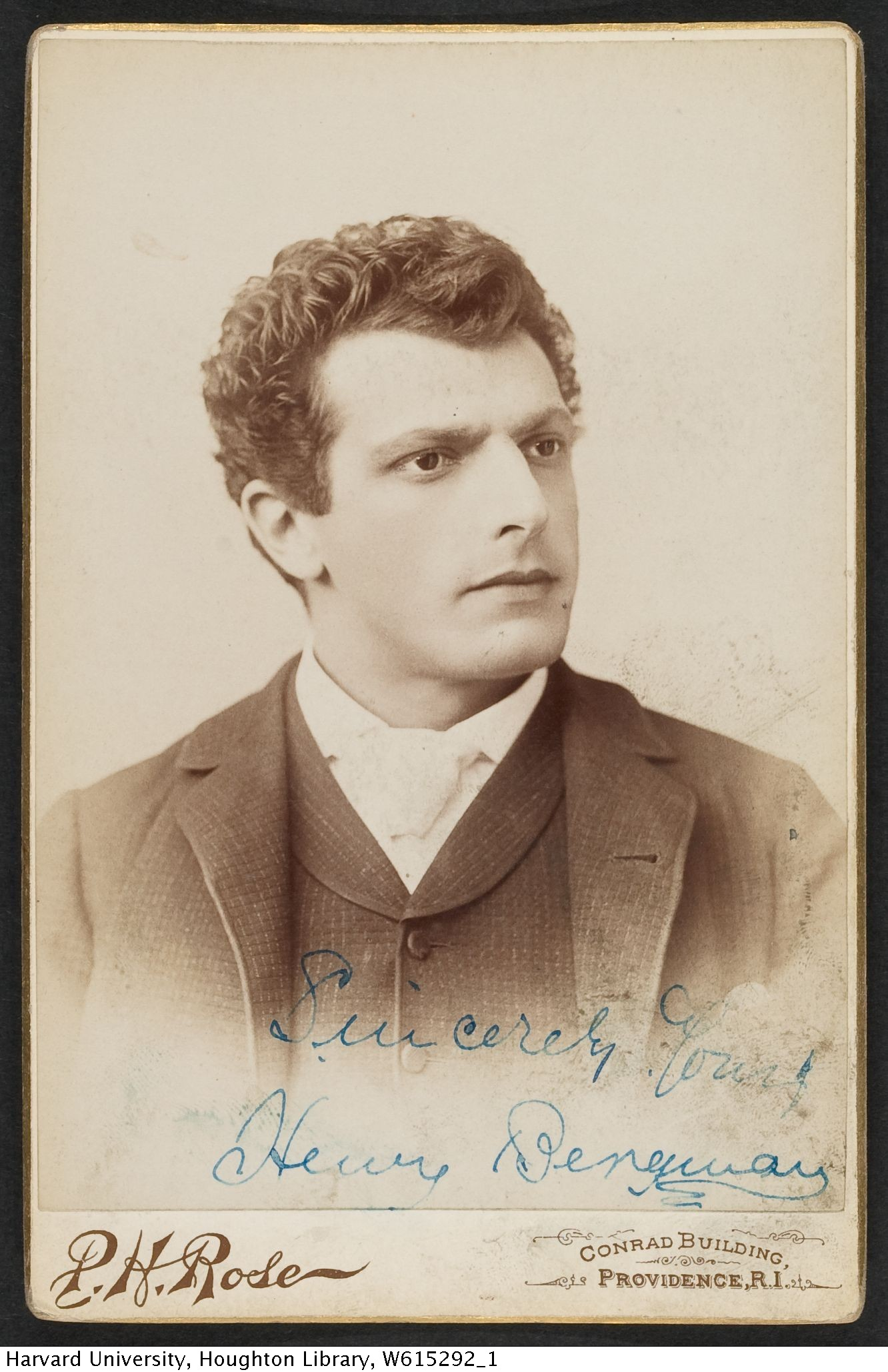
철도의 궤도와 헨리 버그먼

헨리 버그먼(Henry Bergman, 1868년 2월 23일 ~ 1946년 10월 22일)은 찰리 채플린의 영화에서 단역이나 조연을 맡은 미국의 영화 배우이다. 샌프란시스코에서 태어난 그는 1916년에 채플린과 합류를 하여 뮤츄얼 필름, 퍼스트네셔널 픽처스에서 일했다.
그는 채플린이 유나이티드 아티스츠에서 활동했을 때 찍은 영화에도 출연을 하였는데 《황금광시대》에서는 알래스카의 어느 친절한 사람으로, 《시티 라이트》에서는 도시의 정치가로 등장하였다. 그가 마지막으로 나왔을 때는 《모던 타임즈》로 카바레의 주인으로 등장하였다.
그는 1946년 10월 22일에 컬버 시티에서 심근 경색으로 사망하였다.

## 출연 작품
- 크로이처 소나타 - 라파엘
- 사랑과 불꽃 - 배관공의 연인의 아빠
- 빈약한 수법 - 빌리의 라이벌
- 아버지는 중립 - 아버지
- 사랑과 서투른 메모 - 임프레세리오
- 녹아내리는 단지 - 멘델
- 일의 벌 - 여자 상속인의 아빠
- 운이 다한 영웅 - 남작
- 운명:혹은, 여자의 영혼 - 아바리스
- 100만달러 - 백작 라울
- 매장 감독 - 늙은 남자 (여기서부터 찰리 채플린의 작품임)
- 떠돌이 - 단역
- 백작 - 단역
- 전당포(영화) - 전당포 주인
- 스크린 뒤에서 - 역사 영화 감독
- 링크 - 스타우트 부인
- 이지 스트리트 - 무정부주의자
- 요양(영화) - 마사지 전문가
- 이민 - 화가/배의 뚱뚱한 여자
- 모험가 - 아버지
- 개의 생활 - 일자리를 찾는 뚱뚱한 남자/댄스홀의 뚱뚱한 여자
- 공채 - 존
- 어깨총 - 독일의 뚱뚱한 장군/바텐더
- 교수 - 여인숙의 수염 기른 남자
- 양지 바른 쪽 - 마을 사람/에드나의 아버지
- 하루의 행락 - 선장/자동차 탄 남자/뚱뚱한 경찰
- 키드 - 여인숙 주인
- 유한 계급 - 잠자는 부랑자/경찰복을 입은 파티 손님
- 봉급날 - 술 마시는 동료
- 순례자 - 기차의 보안관/기차역 남자
- 파리의 여인 - 웨이터
- 황금광시대 - 행크 커티스
- 서커스 - 늙은 광대
- 시티라이트 - 시장/여자의 아랫층 주민
- 모던타임스 - 카페 주인